# استفانیا فراریو
استفانیا فراریو (انگلیسی: Stefania Ferrario؛ زادنام استفانی دنیس کیتلی (انگلیسی: Stephanie Denise Kightley) زادهٔ ۱۴ ژوئن ۱۹۹۳) مدل و کنشگر اهل استرالیا است. او برای بالابردن آگاهی جامعه در زمینه موضوعاتی چون مثبت‌نگری به بدن، حیوان‌آزاری و گیاهخواری مطلق تلاش کرده و شناخته شده‌است.

## خانواده
فراریو در کانبرا از مادری ایتالیایی و پدری انگلیسی به دنیا آمد.